# لوبینگ (شهرستان کوشچیان)
لوبینگ (به لاتین: Lubiń) یک روستا در لهستان است که در گمینا کژوینگ واقع شده‌است.